# Third Album
Third Album — третий студийный альбом американской группы The Jackson 5. Вышел в сентябре 1970 года на лейбле Motown. В Billboard Top LP’s пластинка продержалась около года, достигнув своего пика на 4-й строчке рейтинга, а профильный Best Selling Soul LP’s ей удалось покорить. В Канаде запись вошла в лучшую десятку, заняв там 9-е место.

## Список композиций
| №  | Название                                                        | Автор(ы)                                     | Вокалисты                       | Длительность |
| -- | --------------------------------------------------------------- | -------------------------------------------- | ------------------------------- | ------------ |
| 1. | «I’ll Be There»                                                 | Берри Горди, Боб Уэст, Хэл Дэвис, Вилли Хатч | Майкл Джексон, Джермейн Джексон | 3:56         |
| 2. | «Ready or Not (Here I Come)» (кавер-версия — The Delfonics)     | Том Белл, Уильям Харт                        | Майкл Джексон                   | 2:33         |
| 3. | «Oh How Happy» (кавер-версия — The Shades of Blue)              | Чарльз Хэтчер                                | Джермейн Джексон                | 2:13         |
| 4. | «Bridge over Troubled Water» (кавер-версия — Simon & Garfunkel) | Пол Саймон                                   | Джермейн Джексон                | 5:49         |
| 5. | «Can I See You in the Morning?»                                 | Дик Ричардс                                  | Майкл Джексон                   | 3:08         |

| №  | Название                                                                | Автор(ы)                                       | Вокалисты                                      | Длительность |
| -- | ----------------------------------------------------------------------- | ---------------------------------------------- | ---------------------------------------------- | ------------ |
| 1. | «Goin’ Back to Indiana»                                                 | The Corporation                                | Майкл Джексон                                  | 3:31         |
| 2. | «How Funky Is Your Chicken?»                                            | Лестер Ли Карр, Ричард Хатч, Уилли Хатч        | Майкл Джексон, Джермейн Джексон, Джеки Джексон | 2:40         |
| 3. | «Mama’s Pearl»                                                          | The Corporation                                | Майкл Джексон                                  | 3:07         |
| 4. | «Reach In»                                                              | Беатрис Верди                                  | Джермейн Джексон, Майкл Джексон                | 3:27         |
| 5. | «The Love I Saw in You Was Just a Mirage» (кавер-версия — The Miracles) | Смоки Робинсон, Марв Тарплин                   | Майкл Джексон                                  | 4:20         |
| 6. | «Darling Dear»                                                          | Джордж Хоргей Горди, Роберт Горди, Аллен Стори | Майкл Джексон                                  | 2:37         |

## Позиции в хит-парадах
| Хит-парад (1970—1971)        | Высшая позиция | Пребывание в чарте |
| ---------------------------- | -------------- | ------------------ |
| Канада (RPM Albums Chart)    | 9              | 19 недель          |
| США (Best Selling Soul LP’s) | 1              | 35 недель          |
| США (Billboard Top LP’s)     | 4              | 50 недель          |

| Год  | Хит-парад                          | Позиция |
| ---- | ---------------------------------- | ------- |
| 1970 | США (Billboard Soul Albums)        | 16      |
|      |                                    |         |
| 1971 | США (Billboard Top Popular Albums) | 49      |